# HD 214632
HD 214632，又名CP-58 7984，SAO 247544、HR 8620，是一颗恒星，视星等为5.97，位于銀經331.07，銀緯-51.97，其B1900.0坐标为赤經22h 34m 26.5s，赤緯-57° -51.97′ 37″。